# Bloque occidental

La situación política en Europa durante la Guerra Fría.

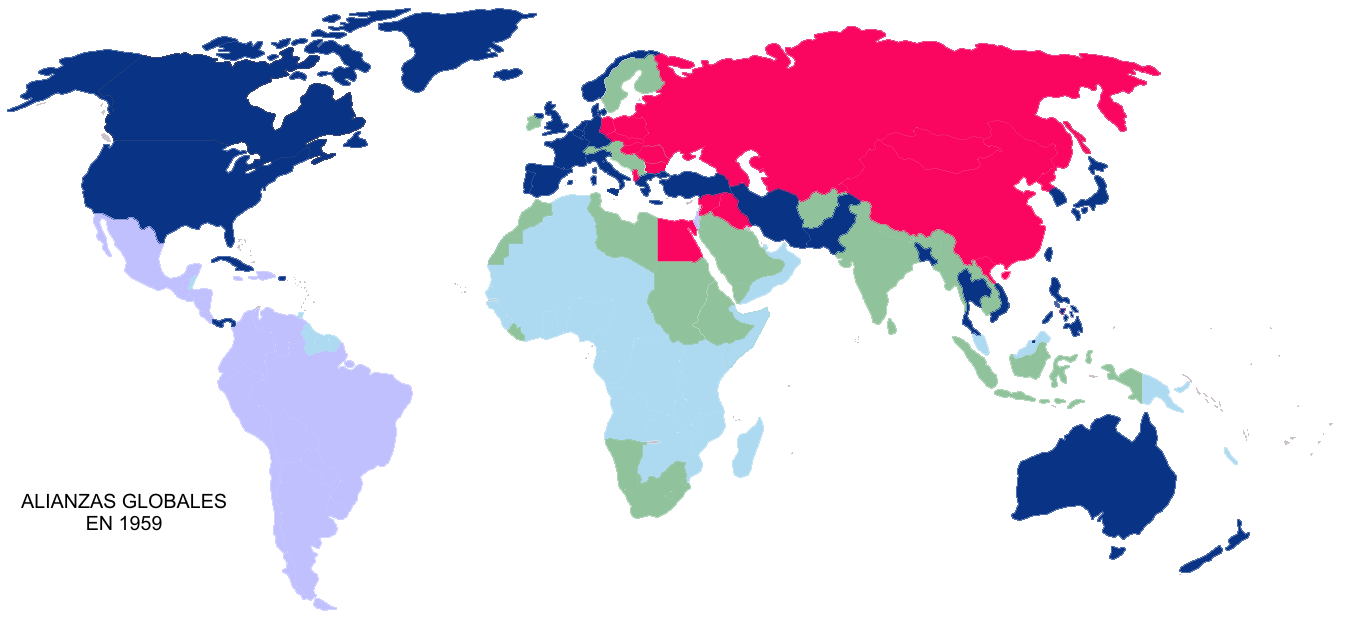
Mapa mundial de 1959. En azul oscuro están los países alineados con Estados Unidos y el bloque capitalista. En tonos azules más claros se encuentran los países en la órbita de Estados Unidos o colonias de países alineados en el bloque.

Las locuciones bloque occidental, bloque capitalista, bloque estadounidense y bloque del Oeste se refieren a los países que, durante la Guerra Fría, se alinearon con Estados Unidos en contra de la Unión Soviética y sus aliados (estos últimos conocidos como Bloque oriental o comunista). Los gobiernos y la prensa de este bloque estaban más inclinados a referirse como Mundo libre o Mundo Occidental. Europa Occidental es un concepto controvertido usado para referirse a los países no comunistas de Europa durante la Guerra Fría, pero el concepto aún es utilizado en ocasiones para referencia rápida por los medios.

## Características de la guerra
Contrariamente este bloque era muy heterogéneo, debido a las pompas económicas entre países y a los nacionalismos arraigados. Las disidencias eran muy inútiles. La descolonización creó el Tercer Mundo, con países capitalistas que se declararon mayoritariamente no alineados, e intentaron ser neutrales. Estos países, en sus relaciones internacionales, mantuvieron una política semejante frente a los países ricos. Algunos de ellos se declararon socialistas, como Angola, Mozambique, Etiopía y Somalia, pero en general fueron neutrales. A este bloque hay que sumarle toda América Latina, que se encontraba casi totalmente alineada con Estados Unidos, con excepción de Cuba. Hubo numerosos casos de intervención de Estados Unidos en la política interna de algunos países del Tercer Mundo, especialmente de Latinoamérica, en particular aquellos que amenazaban con salirse de su órbita de influencia o de construir políticas independientes no alineadas con ninguno de los dos bloques en pugna. Los casos más tempranos, en la década de 1950, ocurrieron en dos países con gobiernos nacionalistas, como Guatemala e Irán, así como también hubo intentos contra gobiernos comunistas del Tercer Mundo, como por ejemplo el apoyo a la Invasión a Bahía de Cochinos para aplastar la Revolución cubana. En las décadas subsiguientes, las intervenciones se harían mucho más metódicas y numerosas, coordinadas mediante la Escuela de las Américas, el Plan Cóndor y la Doctrina de la Seguridad Nacional, que llevaron a una ola de dictaduras militares en América Latina durante los años 70 y 80.
Japón se convirtió en una gran potencia, que compite con Estados Unidos y Europa y tiende a defender sus intereses. El mundo árabe se unificó bajo la Liga árabe, siendo un motivo de disensión dentro del bloque. Además, tendió al integrismo y luchó abiertamente contra Israel, que fue apoyado por Estados Unidos. En 1960 se funda la OPEP, que controlará los precios del petróleo, la fuente de energía principal en todo el mundo. Pero su control tuvo mayor importancia para el bloque capitalista puesto que el comunista tenía sus propias fuentes de abastecimiento. En 1973 la subida del precio del petróleo desencadenó una crisis económica que afectó todo el mundo capitalista, hasta que en 1986 volvieron a caer los precios del petróleo.
En este bloque se han dado, también, tendencias totalitarias o dictatoriales, como por ejemplo en las mencionadas dictaduras militares en América Latina, en la mayoría de los países descolonizados que se alinearon con este bloque, así como también en España e incluso en algunos países de la OTAN como en Grecia y Portugal. Aun así, la mayoría de gobiernos en Europa Occidental y Norteamérica tendió a ser democrático.
En el bloque occidental las relaciones internacionales también han sido dominadas por organismos económicos como el Banco Mundial y el Fondo Monetario Internacional y el Acuerdo General sobre Aranceles Aduaneros y Comercio. Tras la Segunda Guerra Mundial la potencia de Estados Unidos contrastaba con la situación de las economías europeas, arruinadas por la guerra. Se firmaron varios acuerdos, especialmente el Plan Marshall.

## Asociaciones del bloque occidental 1947-1991

### OTAN
- RF Alemania * (1955-1990) - Dinamarca * - Francia * - Italia * - Países Bajos * - Reino Unido *
- Bélgica * - Estados Unidos * - Grecia (desde 1952)  - Luxemburgo * - Portugal * - Turquía (desde 1952)
- Canadá * - España (desde 1982) - Islandia * - Noruega *
* Indicación de estado miembro fundador

### Cinco Ojos
- Australia
- Canadá
- Estados Unidos
- Nueva Zelanda
- Reino Unido

### ANZUS
- Australia
- Estados Unidos
- Nueva Zelanda

### Estados comunista o socialistasantisoviéticos(hasta 1989)
- China (desde 1961)
- Kampuchea (hasta 1978)
- Rumanía (desde 1964)
- Somalia (desde 1977)
- Yugoslavia (desde 1949)

### Tratado de Libre Asociación
- Estados Unidos
- Islas Marshall
- Micronesia
- Palaos

### METO, Pacto de Bagdad, CENTO(hasta 1979)
- Irán (hasta 1979)
- Irak (hasta 1958)
- Pakistán (hasta 1979)
- Reino Unido (hasta 1979)
- Turquía (hasta 1979)

### Tratado Interamericano de Asistencia Recíproca
• Argentina • Chile • Ecuador (h. 2012) • Honduras • Paraguay • Uruguay
• Bahamas (1982) • Colombia • El Salvador • México (h. 2004) • Perú • Venezuela (h.1999) - (2019)
• Bolivia (h. 2005) • Costa Rica • Estados Unidos • Nicaragua (h.1979) • República Dominicana (h.1990)
• Brasil • Cuba (h.1959) • Guatemala • Panamá • Trinidad y Tobago (1967)

### SEATO
- Australia (hasta 1977)
- Camboya (hasta 1956) - República Jemer (1970-1975)
- Estados Unidos (hasta 1977)
- Filipinas (hasta 1977)
- Francia (hasta 1965)
- Laos (hasta 1975)
- Nueva Zelanda (hasta 1977)
- Reino Unido (hasta 1977)
- República de Vietnam (hasta 1975)
- Tailandia (hasta 1977)

### Región de Oriente Medio/África del Norte
Mas información: Alianza Militar Islámica y Consejo de Cooperación del Golfo
Ver también: Conflicto de poder Irán-Arabia Saudita
• Afganistán (2001-2021)      • Egipto (1979) • Israel • Libia (h.1969) (2011) • Somalia (1977) • Yemen (2012-2022) Yemen del Norte (1962-1990)
• Arabia Saudita • Emiratos Árabes Unidos • Jordania • Marruecos • Sudán (1971-1985, 2019-2021)
• Baréin • Irak (h.1990) (2003) • Kuwait • Omán • Túnez
• Catar • Irán (h. 1979) • Líbano • Oposición siria • Turquía (h. 2009)

### Socios de Asia, Sudeste Asiático y Oceanía
• Australia • Corea del Sur • Indonesia • Nueva Zelanda • Taiwán
• Brunéi (1984) • Filipinas • Japón • Singapur • Vietnam (1995)
• Bután • India • Malasia • Tailandia

### GUAM/GUUAM
- Georgia
- Ucrania
- Uzbekistán (1999-2005)
- Azerbaiyán
- Moldavia

### Otros
- Bielorrusia (1991-1994)
- Bosnia y Herzegovina
- Chipre
- Etiopía (h. 1974)
- República Jemer (1970-1975)
- Kosovo
- Rusia (1991-1999)
- Sudáfrica (1948-1992)
- Berlín Occidental
- Zaire